# John Lyon-Bowes, IX conte di Strathmore e Kinghorne
John Lyon-Bowes, IX conte di Strathmore e Kinghorne (West Rainton, 17 luglio 1737 – 7 marzo 1776), è stato un nobile britannico.

## Biografia
John Lyon era figlio di Thomas Lyon, VIII conte di Strathmore e Kinghorne e di Jean Nicholsen.

## Carriera
È stato un deputato scozzese alla Camera dei lord (1767-1776).

## Matrimonio
Sposò, il 24 febbraio 1767, l'ereditiera Mary Eleanor Bowes e, su richiesta del suocero, assunse anche il cognome della moglie e il cambio di cognome venne riconosciuto dall'Act of Parliament. Ebbero cinque figli:
- Lady Anne Mary Lyon (?-29 marzo 1832);
- John Lyon-Bowes, X conte di Strathmore e Kinghorne (14 aprile 1769–3 luglio 1820);
- Lord George Bowes-Lyon (17 novembre 1771–26 dicembre 1806), sposò Mary Thornhill, non ebbero figli;
- Thomas Bowes-Lyon, XI conte di Strathmore e Kinghorne (3 maggio 1773–27 agosto 1846);
- Lady Mary Jane Lyon (1774–22 aprile 1806), sposò Barrington Price, ebbero due figli.

## Morte
Morì il 7 marzo 1776 di tubercolosi mentre si trovava in mare per raggiungere il Portogallo.

## Ascendenza
|                                                     |                 |                                           | Genitori                             |  |  | Nonni |  |  | Bisnonni                                          |  |  | Trisnonni                        |  |
|                                                     |                 |                                           |                                      |  |  |       |  |  | Patrick Lyon, III conte di Strathmore e Kinghorne |  |  | John Lyon, II conte di Kinghorne |  |
|                                                     |                 |                                           |                                      |  |  |       |  |  | Patrick Lyon, III conte di Strathmore e Kinghorne |  |  | John Lyon, II conte di Kinghorne |  |
|                                                     |                 | lady Elizabeth Maule                      |                                      |  |  |       |  |  | Patrick Lyon, III conte di Strathmore e Kinghorne |  |  |                                  |  |
| John Lyon, IV conte di Strathmore e Kinghorne       |                 |                                           |                                      |  |  |       |  |  | Patrick Lyon, III conte di Strathmore e Kinghorne |  |  |                                  |  |
|                                                     |                 | Helen Middleton                           | John Middleton, I conte di Middleton |  |  |       |  |  |                                                   |  |  |                                  |  |
|                                                     |                 | Helen Middleton                           | John Middleton, I conte di Middleton |  |  |       |  |  |                                                   |  |  |                                  |  |
|                                                     |                 | Helen Middleton                           | Grizel Durham                        |  |  |       |  |  |                                                   |  |  |                                  |  |
| Thomas Lyon, VIII conte di Strathmore e Kinghorne   |                 | Helen Middleton                           |                                      |  |  |       |  |  |                                                   |  |  |                                  |  |
|                                                     |                 | Philip Stanhope, II conte di Chesterfield | Henry Stanhope, lord Stanhope        |  |  |       |  |  |                                                   |  |  |                                  |  |
|                                                     |                 | Philip Stanhope, II conte di Chesterfield | Henry Stanhope, lord Stanhope        |  |  |       |  |  |                                                   |  |  |                                  |  |
|                                                     |                 | Philip Stanhope, II conte di Chesterfield | hon. Katherine Wotton                |  |  |       |  |  |                                                   |  |  |                                  |  |
| lady Elizabeth Stanhope                             |                 | Philip Stanhope, II conte di Chesterfield |                                      |  |  |       |  |  |                                                   |  |  |                                  |  |
|                                                     |                 | lady Elizabeth Butler                     | James Butler, I duca di Ormonde      |  |  |       |  |  |                                                   |  |  |                                  |  |
|                                                     |                 | lady Elizabeth Butler                     | James Butler, I duca di Ormonde      |  |  |       |  |  |                                                   |  |  |                                  |  |
|                                                     |                 | lady Elizabeth Butler                     | lady Elizabeth Preston               |  |  |       |  |  |                                                   |  |  |                                  |  |
| John Lyon-Bowes, IX conte di Strathmore e Kinghorne |                 | lady Elizabeth Butler                     |                                      |  |  |       |  |  |                                                   |  |  |                                  |  |
|                                                     | James Nicholson | …                                         |                                      |  |  |       |  |  |                                                   |  |  |                                  |  |
|                                                     | James Nicholson | …                                         |                                      |  |  |       |  |  |                                                   |  |  |                                  |  |
|                                                     | James Nicholson | …                                         |                                      |  |  |       |  |  |                                                   |  |  |                                  |  |
| James Nicholson                                     | James Nicholson |                                           |                                      |  |  |       |  |  |                                                   |  |  |                                  |  |
|                                                     |                 | Jane Heslop                               | William Heslop                       |  |  |       |  |  |                                                   |  |  |                                  |  |
|                                                     |                 | Jane Heslop                               | William Heslop                       |  |  |       |  |  |                                                   |  |  |                                  |  |
|                                                     |                 | Jane Heslop                               | …                                    |  |  |       |  |  |                                                   |  |  |                                  |  |
| Jean Nicholson                                      |                 | Jane Heslop                               |                                      |  |  |       |  |  |                                                   |  |  |                                  |  |
|                                                     |                 | …                                         | …                                    |  |  |       |  |  |                                                   |  |  |                                  |  |
|                                                     |                 | …                                         | …                                    |  |  |       |  |  |                                                   |  |  |                                  |  |
|                                                     |                 | …                                         | …                                    |  |  |       |  |  |                                                   |  |  |                                  |  |
| Anne Allan                                          |                 | …                                         |                                      |  |  |       |  |  |                                                   |  |  |                                  |  |
|                                                     |                 | …                                         | …                                    |  |  |       |  |  |                                                   |  |  |                                  |  |
|                                                     |                 | …                                         | …                                    |  |  |       |  |  |                                                   |  |  |                                  |  |
|                                                     |                 | …                                         | …                                    |  |  |       |  |  |                                                   |  |  |                                  |  |
|                                                     |                 | …                                         |                                      |  |  |       |  |  |                                                   |  |  |                                  |  |